# Margarita del Mazo
Margarita del Mazo (Malpica de Tajo, Toledo, 1960) es una escritora española de literatura infantil.

## Biografía
Licenciada en Derecho por la Universidad Complutense de Madrid. A finales de los 90 comenzó narrando historias de viva voz y en 2009 publicó su primer libro, La máscara del león.
Imparte talleres de narración, escritura creativa, animación a la lectura, talleres de títeres y teatro, así como cursos de formación al profesorado en CPRs, CPTs y Centros privados (escuelas infantiles, colegios e institutos).
Colabora con el Instituto Cervantes en varios de sus festivales (Día E, Festival Ñ y Día Cervantino de la Literatura Infantil y Juvenil), en distintas sedes nacionales e internacionales, con ponencias, talleres, encuentros de autor y sesiones de narración. También colabora con instituciones como el Museo Nacional Reina Sofía, el Museo ABC, el Museo Thyssen, la Comunidad de Madrid, de Castilla-La Mancha, el Centro Andaluz de las Letras, la Casa del Lector (Matadero), ayuntamientos, hospitales, festivales (BITA, Etnosur, Hay Festival, etc), maratones de narración como el de Guadalajara, el Festival de Parla Cuenta, además de centros, colegios, escuelas infantiles, bibliotecas y otras entidades.
En 2017, fue invitada a Chicago y a otros distritos de Illinois, Estados Unidos, para participar en sesiones de narración, encuentros de autor y con maestros en centros bilingües y bibliotecas.
Ha llevado a cabo diversas ponencias en Congresos y Festivales de Literatura e Ilustración (IlustraTour, Hay Festival). En 2010 participó en el Congreso Internacional de Arte, Educación y Cultura Visual en Educación Infantil y Primaria.
Ha recibido premios como el Lazarillo o The Gelett Burgess Children's Book Awards, entre otros.

## Obra

### Literatura infantil
- La máscara del León (2009, OQO)
- Mosquito (2010, Jaguar)
- ¡A mí no me comas! (2011, OQO)
- La boda de los ratones (2012, OQO)
- Hamelín (2012, La Fragatina)
- Camuñas (2012, OQO)
- Las gafas de ver (2013, La Fragatina)
- El rebaño (2014, La Fragatina)
- Feroz, el lobo (2014, OQO)
- Carlitos Super M (2014, La Fragatina)
- ¿Dónde están mis gafas? (2014, La Fragatina)
- La luz de Lucía (2015, Cuento de Luz)
- El pirata Malapata (2015, Jaguar)
- 5 PATITOS (2016, Jaguar)
- 1, 2, 3 ¡MÍO ES! (2016, Jaguar)
- Mi cara (2016, Jaguar)
- La visita (2016, Ed. Jaguar)
- El mejor de los caminos (2017, Edelvives)
- Don Romualdo[3] (2017, Tres tristes tigres)
- Papá dice (2017, Jaguar)
- NO quiero ser rey (2017, Canicabooks)
- ¡Puff! (2017, Jaguar)
- El más fuerte (2018, Libros de las Malas Compañías)
- ¿Dónde estás, cerdito? (2021, NubeOcho)

### Relatos para adultos
- Presentes (2018, Avenauta)

## Premios y reconocimientos
- Finalista en los premios Junceda 2010 por Mosquito.
- Premio Lazarillo Álbum Ilustrado 2011 por Hamelín.
- Medalla de Oro en la Bienal de Bratislava 2013 por las ilustraciones de Hamelín.
- Premio del Gremio de Libreros de Madrid al Mejor Álbum Ilustrado 2014[4] por El Rebaño.[5]
- Premio Plastilina & Bloggers 2015 al Mejor Álbum Ilustrado por El Rebaño.
- Premio Fundación Cuatrogatos[6][7] 2016 por El Rebaño y 2018 por 5 PATITOS.
- Finalista para el premio Isaac Díaz Pardo al libro ilustrado 2014 por Feroz, el lobo.
- Mención de honor a las ilustraciones de Feroz, el lobo en Sharjah Internacional Book Fair, la feria del libro de los Emiratos Árabes 2014.
- The Gelett Burgess Awards 2016[8] en la categoría Social Spanish Language and Culture por La luz de Lucía.
- Premio al Mejor Álbum Ilustrado Infantil de Ficción en el International Latino Book Awards en Los Ángeles 2016 por La luz de Lucía.
- Premio Juul 2017 por Camuñas.